# Frutos Saavedra Meneses
Frutos Saavedra Meneses (Ferrol, 25 de octubre de 1823 - Madrid, 23 de octubre de 1868) fue un político, científico y militar español. Era  hijo de Antonio Saavedra, hacendado de Puentedeume y de María Candelaria Meneses. Hombre de vasta cultura, viajó por Francia, Alemania, Bélgica, Países Bajos y Gran Bretaña.

## Trayectoria

### Militar
En 1838 ingresó en la Academia Militar de Segovia, de la que llegó a ser profesor. Participó en la guerra de África y llegó al grado de coronel. Fue recompensado con la Cruz de San Fernando, nombrado comendador ordinario de la Orden de Carlos III y caballero de la Orden de San Hermenegildo.

### Científica
Su trayectoria científica le dio reconocimiento y prestigio entre la comunidad geodésica nacional e internacional. Formó parte de la Comisión del Mapa de España desde su creación en 1853, como representante del Cuerpo de Artillería. Para su trabajo dentro de la Comisión, diseñó junto con su amigo y también militar Carlos Ibáñez de Ibero una regla o aparato de medida (conocida como regla de Ibáñez-Saavedra), construida en unos prestigiosos talleres de París, que fue usada posteriormente para las mediciones de la base central de la red geodésica española.
Sus publicaciones hicieron que fuese nombrado miembro de la Real Academia de Ciencias en 1862, disertando en su discurso de ingreso sobre los Progresos en Geodesia. Así mismo, resultó elegido miembro de la Real Academia Española en 1867, aunque no pudo leer su discurso de ingreso debido a su prematura muerte.

### Política
Su carrera política la desenvolvió  inicialmente en la Unión Liberal, siendo elegido diputado por la circunscripción de la Coruña en el periodo 1860-1866, sustituyendo al dimitido Joaquín Peralta Pérez de Salcedo. El 16 de marzo de 1864 fue nombrado director general de Obras Públicas.
Reclamó insistentemente la construcción del ferrocarril Palencia-La Coruña, motivo por el que el ayuntamiento de La Coruña lo nombró hijo adoptivo. Gracias a sus gestiones se instaló en Puentedeume la estación telegráfica y se construyó la carretera del Seijo. A él se debe también la construcción de los puertos de Ares, Mugardos, El Seijo y Puentedeume. En reconocimiento de su labor por la comarca, varios ayuntamientos le pusieron su nombre a una calle: el ayuntamiento de Puentedeume le dedicó una calle en 1911 al igual que hizo Ferrol en ese mismo año. Betanzos y Ares también conservan el nombre del político en sendas calles.

## Obras
La mayoría de sus trabajos pertenecen al campo de la geodesia, si bien escribió también sobre temas militares. Pueden destacarse las obras siguientes:
- Memoria sobre la fabricación en distintos países de las armas de fuego portátiles, en colaboración con Francisco Elorza (1846).
- Curso de fortificación de campaña (1851).
- Descripción de algunos instrumentos de Geodesia y Topografía (1853).
- Apuntes para la historia de los sucesos de Julio de 1854.
- Progresos de la Geodesia (1862).
- Estudio de Fortificación (1864), utilizado como libro de texto en las academias militares.
- Base de Madridejos. Base Central de la triangulación geodésica de España (1865).